# Vitskäggseremit
Vitskäggseremit (Phaethornis hispidus) är en fågel i familjen kolibrier.

## Utbredning och systematik
Fågelns utbredningsområde sträcker sig från östra Colombia och södra Venezuela till norra Bolivia och västra Amazonområdet i Brasilien. Den behandlas som monotypisk, det vill säga att den inte delas in i några underarter.

## Status
IUCN kategoriserar arten som livskraftig.